# Américo Tesoriere
Américo Miguel Tesoriere (Buenos Aires, 18 de marzo de 1899 - Buenos Aires,  30 de diciembre de 1977) fue un futbolista argentino  que se desempeñaba en la posición de guardameta. También fue conocido como «La Gloria».
Disputó la mayor parte de su carrera en Boca Juniors, en donde es considerado un ídolo tempranero en la historia del club. Es además considerado el mejor arquero argentino de la década del 20, siendo habitual en la Selección Argentina.

## Biografía
Nació en el barrio de La Boca, en Buenos Aires. Comenzó a jugar como arquero en el Club Aurora del barrio de La Boca. Pasó a Boca Juniors, jugando en las divisiones inferiores en 1916. Estuvo en el arco de la primera de Boca desde 1918 hasta 1927, excepto en la temporada 1921 que atajó para Sportivo del Norte. Ídolo de Boca Juniors. 
Participó de la gira de Boca por Europa en 1925, la cual le valió el título de Campeón de Honor.
Integró el equipo Xeneize que ganó los campeonatos 1919, 1920, 1923, 1924 y 1926, además de Campeón de Honor 1925. Formó parte de la Selección Argentina jugando en 19 partidos de los campeonatos Sudamericanos, en un total de 37 en que vistió la camiseta Argentina en la cancha, su talento para atajar está demostrado por los pocos goles que le metían.
Fue apodado "La Gloria". Mantuvo su arco invicto en los Sudamericanos 1921 y 1924. Realizó la mayor parte de su carrera en el Club Atlético Boca Juniors, institución en donde conquistó 12 títulos y se consagró como ídolo, siendo considerado actualmente como uno de los primeros ídolos de la historia «xeneize» y uno de los mejores arqueros de la historia del club.
Disputó 167 partidos oficiales con el buzo del Club Atlético Boca Juniors llegando a conquistar un total de 13 títulos.
En 1924, producto de sus grandes actuaciones, fue llevado en andas por hinchas uruguayos. Cabe destacar que en aquel entonces la rivalidad entre Argentina y Uruguay estaba más intensa que nunca, en el denominado Clásico del Río de la Plata. Lo que vuelve este hecho aún más impactante. 
Fue internacional con la Selección de Fútbol de Argentina y conquistó las Copa América de las ediciones 1921 y 1925. Es considerado un arquero hacedor de grandes hazañas, y uno de los mejores jugadores en la posición de arquero en la historia del fútbol argentino.

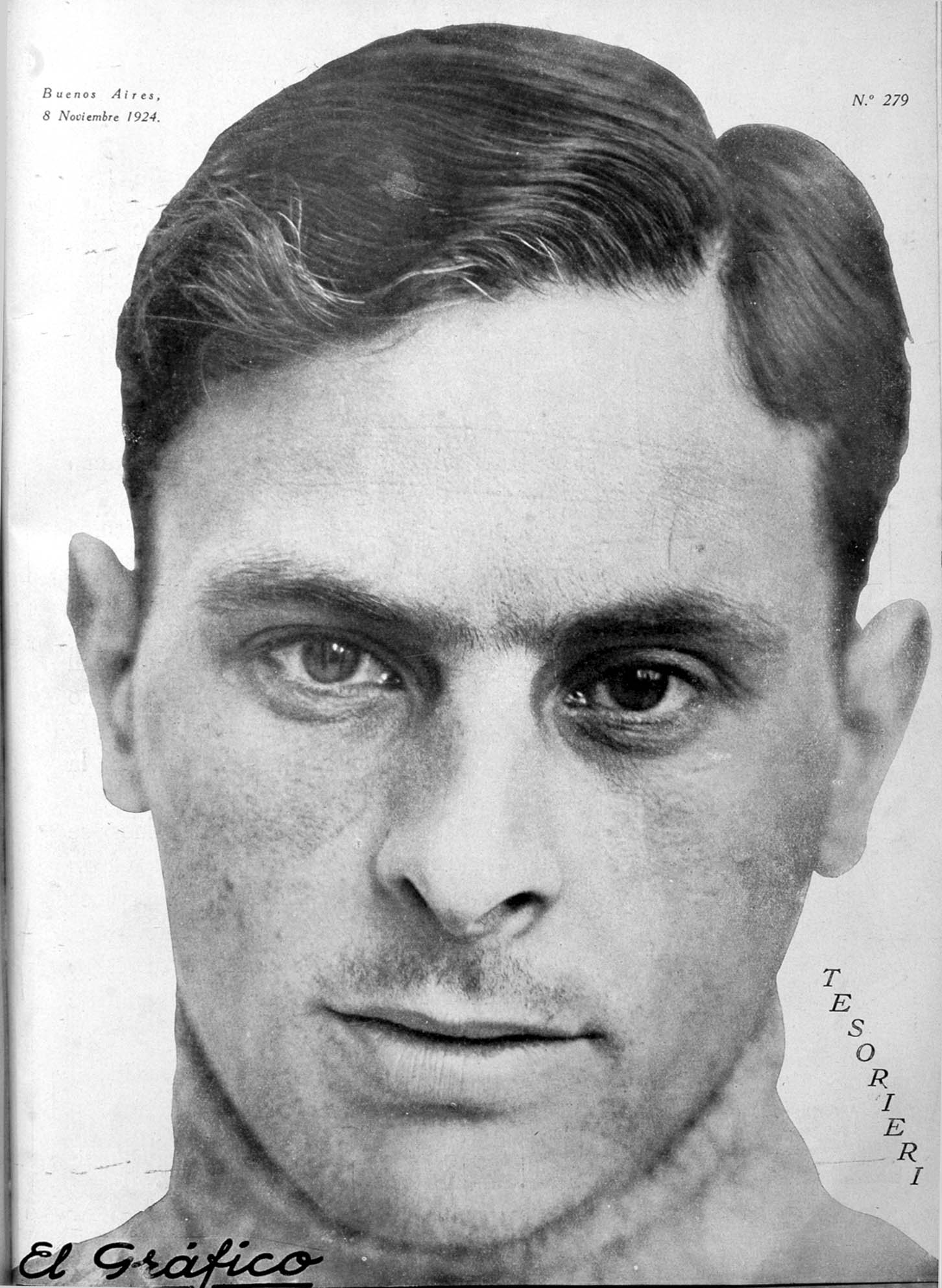
Tesoriere en la portada de El Gráfico en 1924.

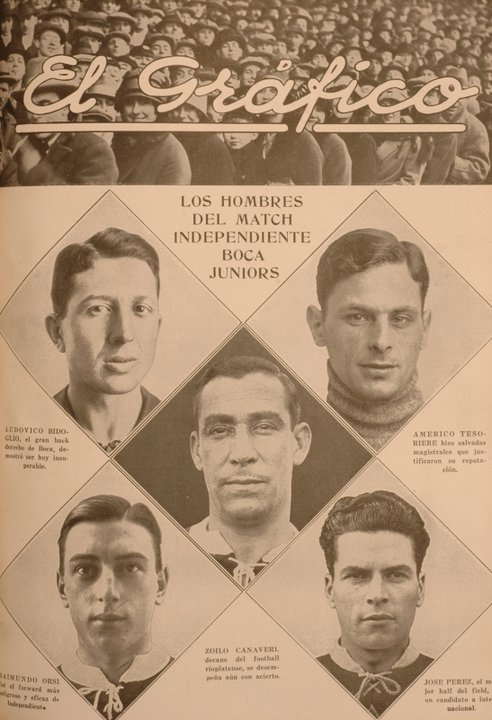
Tesoriere (segundo de la primera fila) en 1927.

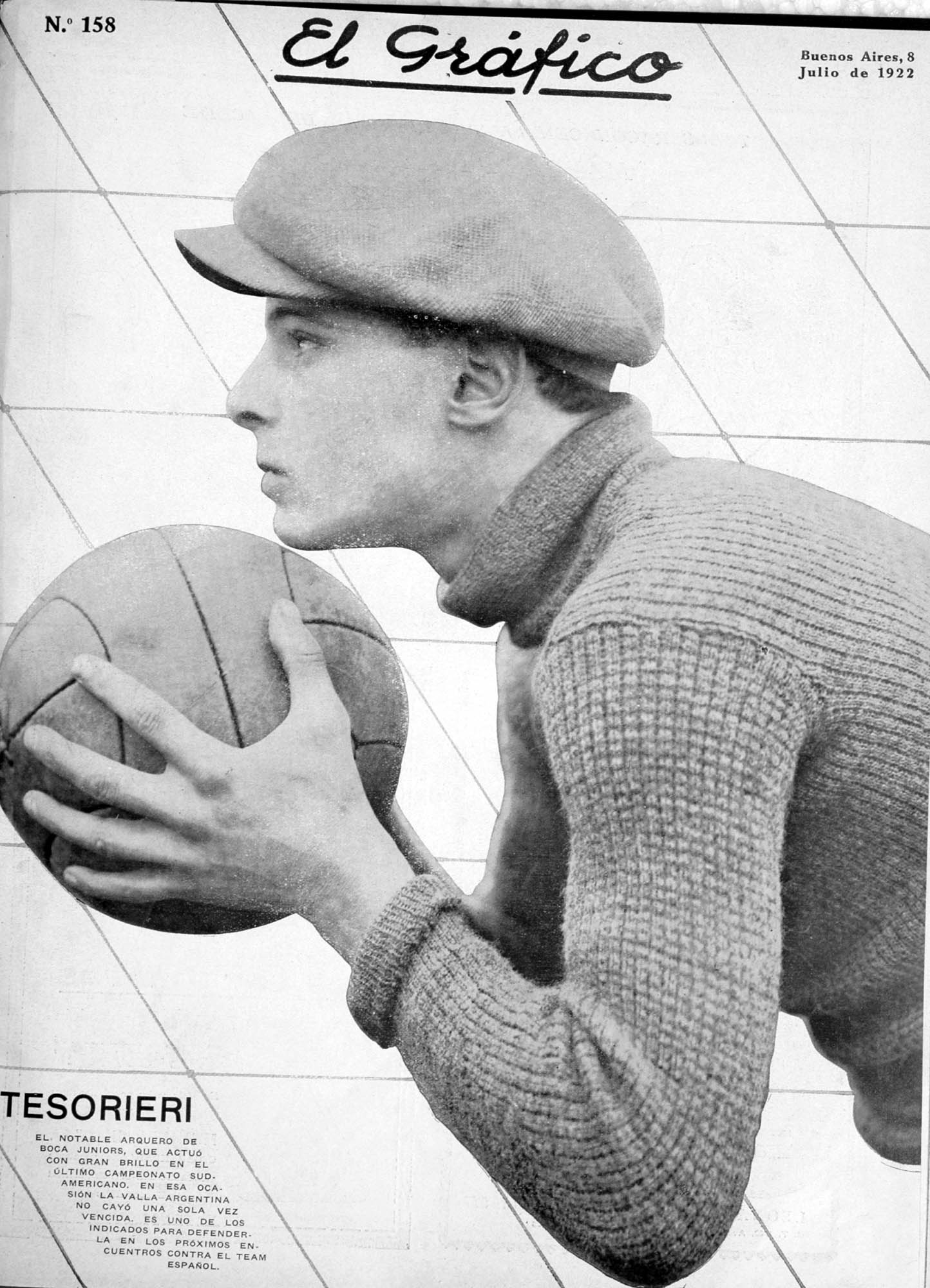
Américo Tesoriere como tapa de El Gráfico en 1922. Es considerado un arquero leyenda en la historia del fútbol argentino, por su excelente rendimiento y por su enorme cosecha de títulos, tanto en Boca Juniors como en la selección nacional.

El famoso cántico futbolero: "Tenemos un arquero, que es una maravilla; ataja los penales sentado en una silla", fue compuesto por la hinchada xeneize en su honor.
Fue el primer futbolista en ser tapa de la revista "El Gráfico", jugando para Boca Juniors.
Luego de retirarse de los campos de juego, trabajó un tiempo en las administraciones de Boca Juniors. 
Cuando se le preguntó el porqué de su retiro siendo aún joven, respondió: "Por los líos internos del club, porque yo tomaba parte en las elecciones. Siempre del lado perdedor, claro." 
Tiene junto con el jugador paraguayo Gerardo Rivas el récord de más enfrentamientos de jugadores en Copa América (6). Fallece el 30 de diciembre de 1977.

### Participaciones en Copa América
| Copa              | Sede      | Resultado     |
| ----------------- | --------- | ------------- |
| Copa América 1920 | Chile     | Subcampeón    |
| Copa América 1921 | Argentina | Campeón       |
| Copa América 1922 | Brasil    | Cuarto puesto |
| Copa América 1923 | Uruguay   | Subcampeón    |
| Copa América 1924 | Uruguay   | Subcampeón    |
| Copa América 1925 | Argentina | Campeón       |

## Clubes
| Club                     | País      | Año         |
| ------------------------ | --------- | ----------- |
| Boca Juniors             | Argentina | 1916 - 1921 |
| Club Atlético Colegiales | Argentina | 1921        |
| Boca Juniors             | Argentina | 1922 - 1927 |

## Palmarés

### Campeonatos nacionales
| Título              | Club (*)     | País      | Año  |
| ------------------- | ------------ | --------- | ---- |
| Primera División    | Boca Juniors | Argentina | 1919 |
| Copa Ibarguren      | Boca Juniors | Argentina | 1919 |
| Copa de Competencia | Boca Juniors | Argentina | 1919 |
| Primera División    | Boca Juniors | Argentina | 1920 |
| Primera División    | Boca Juniors | Argentina | 1923 |
| Copa Ibarguren      | Boca Juniors | Argentina | 1923 |
| Primera División    | Boca Juniors | Argentina | 1924 |
| Copa Ibarguren      | Boca Juniors | Argentina | 1924 |
| Copa de Honor       | Boca Juniors | Argentina | 1925 |
| Copa de Competencia | Boca Juniors | Argentina | 1925 |
| Primera División    | Boca Juniors | Argentina | 1926 |
| Copa Estímulo       | Boca Juniors | Argentina | 1926 |

### Campeonatos internacionales
| Título                  | Club         | Sede      | Año  |
| ----------------------- | ------------ | --------- | ---- |
| Cup Tie Competition     | Boca Juniors | Argentina | 1919 |
| Copa de Honor Cousenier | Boca Juniors | Argentina | 1920 |

| Título       | Selección           | Sede      | Año  |
| ------------ | ------------------- | --------- | ---- |
| Copa América | Selección Argentina | Argentina | 1921 |
| Copa América | Selección Argentina | Argentina | 1925 |

### Distinciones individuales
| Distinción                       | Año  |
| -------------------------------- | ---- |
| Mejor jugador de la Copa América | 1921 |
| Valla invicta en la Copa América | 1921 |
| Valla invicta en la Copa América | 1924 |

## Filmografía
- El cielo en las manos (1950) dir. Enrique de Thomas